# Jaromír Pečírka (historik umění)
Jaromír Pečírka (29. července 1891 Praha – 22. srpna 1966 Praha) byl český historik umění a výtvarný kritik, profesor Vysoké školy uměleckoprůmyslové v Praze.

## Život
Pocházel z lékařské rodiny. Jeho děd, lékař a gymnasiální profesor Josef Pečírka byl mimořádným členem Královské české společnosti nauk. Jaromír Pečírka byl synem lékaře a docenta Univerzity Karlovy MUDr. Ferdinanda Pečírky (1859-1922) a Emilie rozené Dufkové, dcery ředitele továrny Kolben – Daněk. Jeho otec se kromě lékařské praxe aktivně věnoval kultuře a byl mj. zakládajícím členem Českého spolku pro komorní hudbu v Praze a dlouholetým členem družstva Národního a Vinohradského divadla. Jeho strýc Jaromír Pečírka st. (1864-1933) byl lékař se širokými vědeckými zájmy, alpinista, armádní generál a sběratel umění. Jaromír Pečírka roku 1910 maturoval na Akademickém gymnáziu v Praze. Po otci zdědil lásku k hudbě a sám byl výborným klavíristou. V mládí byl literárně činný a psal povídky a básně (1909-1914).
V letech 1910-1913 a 1914-1916 studoval na Filozofické fakultě Karlo-Ferdinandovy univerzity v Praze dějiny umění (prof. Karel Chytil) a klasickou archeologii (prof. Hynek Vysoký). V letech 1913-1914 a 1917-1918 studoval u Maxe Dvořáka na vídeňské univerzitě a byl jedním z jeho posledních žáků. Rigorózní práci Studie k dějinám románské skulptury v Čechách a na Moravě obhájil roku 1916 na Filozofické fakultě v Praze.
Za války pracoval jako asistent v Uměleckoprůmyslovém muzeu v Praze (1914-1916) a v Centrální komisi pro ochranu památek ve Vídni (1916-1918), poté do roku 1920 jako koncipista Ministerstva školství a národní osvěty. Od roku 1919 do roku 1938 byl výtvarným kritikem Prager Presse. Od roku 1920 byl profesorem dějin umění na Uměleckoprůmyslové škole v Praze (1937-1939 rektor, 1939-1940 zástupce rektora), roku 1937 se habilitoval pro obor všeobecných dějin umění na Univerzitě Karlově. Po válce byl profesorem Vysoké školy uměleckoprůmyslové v Praze (1945-1948 rektor, 1948-1949 prorektor). V letech 1948-1949 byl zároveň zástupcem Antonína Matějčka v Ústavu pro dějiny umění Filozofické fakulty Univerzity Karlovy a do roku 1951 zde přednášel. V letech 1963-1964 působil na FF UK jako externí pedagog.
Byl kurátorem SVU Mánes, členem Archeologické komise při České akademii věd a umění, Kruhu pro pěstování dějin umění, v letech 1934-1942 členem kuratoria Moderní galerie, členem Společnosti Bedřicha Smetany. Od roku 1935 spolupracoval na Ottově slovníku naučném nové doby. Psal odborné statě do časopisů Umění, Výtvarná práce a Volné směry a články do časopisů a novin Kultura, Květy, Lidová demokracie, Prager Presse, Prager Rundschau, Svět v obrazech a Tvar. Zemřel 22. srpna 1966 v Praze, ve věku 75 let.

## Dílo
Jaromír Pečírka se jako historik umění a výtvarný kritik zaměřoval na české středověké umění a italskou renesanci a evropské malířství a sochařství 19. a 20. století. Zpracoval kapitoly o románském umění pro Dějepis výtvarného umění v Čechách (1931) a publikoval studii o sochařství doby Lucemburků a madonách krásného slohu. Přeložil přednášky Maxe Dvořáka a připravil je k vydání pod názvem Umění jako projev ducha (Praha 1936). Publikoval také Dvořákovu korespondenci s Jaroslavem Gollem, Josefem Pekařem a Josefem Šustou a osobnosti Maxe Dvořáka věnoval několik studií. Roku 1937 byl kurátorem výstavy československého umění v Paříži.
Jako první autor v Československu sestavil monografii Edvarda Muncha (1939). Za druhé světové války vydal několik monografických publikací mapujících dílo Michelangela a monografie Raffaelo Santi (1941) a Correggio (1942). V edici Prameny; Sbírka dobrého umění, které vydával SVU Mánes a nakladatelství Melantrich, od něj vyšly monografie Josefa Čapka, Josefa Mánesa (1940), Josefa Navrátila (1940), Jana Preislera, Josefa Mařatky, Františka Muziky, Otto Gutfreunda, Karla Dvořáka.
V 50. letech byl významným popularizátorem umění, když formou přednášek zprostředkovával těžce dostupné moderní umění veřejnosti v Praze a dalších českých městech. Zpracoval monografie Josefa Čapka, Josefa Wagnera a Aloise Wachsmana a katalogy k výstavám Zdeňka Sklenáře, Václava Špály, Aléna Diviše, Jana Kotíka, Oty Janečka, Josefa Istlera, Františka Janouška, Zdeňka Sklenáře a výstavám žen-umělkyň (Julie Mezerová, Karla Vobišová, Jindřiška Radová, Helena Johnová, Ida a Vladislav Vaculkovi).
Posmrtně vyšla publikace Život a dílo mistra Leonarda (Columbus, Praha, 2005).